# Revolver Enfield No. 2 Mark 1
Der Revolver Enfield No. 2 Mark 1 war die Standard-Faustfeuerwaffe der britischen Streitkräfte während des Zweiten Weltkrieges.

## Geschichte
Schon im Ersten Weltkrieg setzte die Führung der britischen Streitkräfte auf Revolver als Kurzwaffen für die Truppen, die strukturell mit dem Webley Revolver ausgerüstet wurden. Dessen Handhabung mit seiner starken Munition im Kaliber .455 Webley war für den durchschnittlichen Soldaten problematisch. Deshalb beschloss man in den 1920er Jahren die Entwicklung einer Faustfeuerwaffe kleineren Kalibers. Die britischen Militärs bestanden jedoch wiederum auf einem Revolver, obschon sich zu jener Zeit bereits moderne halbautomatische Pistolen in vielen Armeen durchgesetzt hatten. Für das neue Modell entwickelte man die Patrone .380 British, die sich stark an der Smith & Wesson-Patrone .38 S&W orientierte.

## Technik
Die Firma Webley & Scott, die schon den Webley-Revolver hergestellt hatte, beteiligte sich auch an der Ausschreibung für die neue Dienstwaffe. Sie erhielt jedoch nicht den Zuschlag: der Auftrag ging an die staatliche Royal Small Arms Factory in Enfield, die einen sehr ähnlichen Entwurf präsentierte. Webley strengte hierauf einen Prozess wegen Patentrechtsverletzung an und gewann. Die Parallelen im Aufbau waren offensichtlich. Der Enfield-Revolver nutzte die gleiche Kipplauf-Technik, bei der der Rahmen aufgeklappt werden konnte. Die leeren Hülsen waren so leicht zu entfernen; die Trommel konnte schnell wieder gefüllt werden. Auch die Verriegelung des Klappmechanismus des Webley fand sich im Enfield wieder. Nur bei vollkommen geschlossenem Rahmen kann ein Schuss ausgelöst werden.

## Nachteile und Versionen
Der Enfield-Revolver hatte auch bei von Hand vorgespanntem Hahn ein hohes Abzugsgewicht. Zusammen mit der eher schwachen Munition ergaben sich keine sehr guten Schussergebnisse. Stattdessen kam es häufig zu Unfällen, bei denen sich der Hahn der Waffe verfing und sich unabsichtlich Schüsse lösten. Als Konsequenz entstand das Modell No. 2 Mark 1*, das keinen Hahnsporn mehr besaß und nur noch einen Double-Action-Abzug bot. Dadurch wurde der Abzug noch härter. Bei Version No. 2 Mark 1** entfiel dazu noch die Sicherung des Hammers. Insgesamt wurden rund 300.000 Exemplare aller Versionen hergestellt. Die letzten Modelle wurden erst gegen 1963 ausgemustert, als die Ausrüstung mit Pistolen des Typs FN Browning HP (in Großbritannien als Lizenzmodell L9A1 geführt) vervollständigt war.